# Peniche
Peniche (pɨ'niʃ(ɨ)) è un comune portoghese di 27 315 abitanti situato nella subregione di Ovest, in provincia di Estremadura.

## Società

### Evoluzione demografica
Abitanti censiti (1801 – 2004)

## Freguesias
- Ajuda
- Atouguia da Baleia
- Ferrel
- São Pedro
- Serra d'El-Rei
- Conceição

## Galleria d'immagini

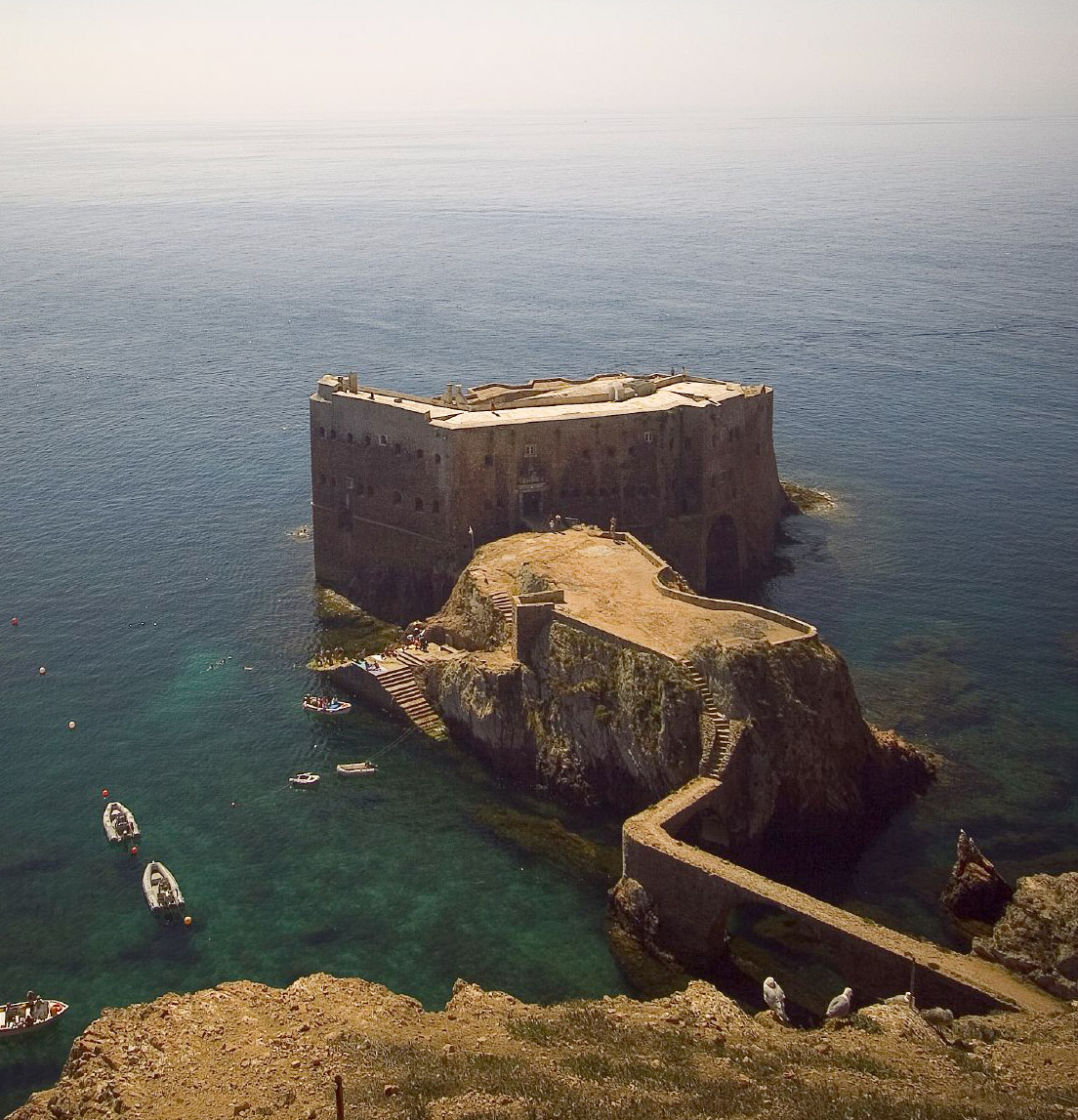
Forte di San Giovanni Battista sull'isola di Berlenga
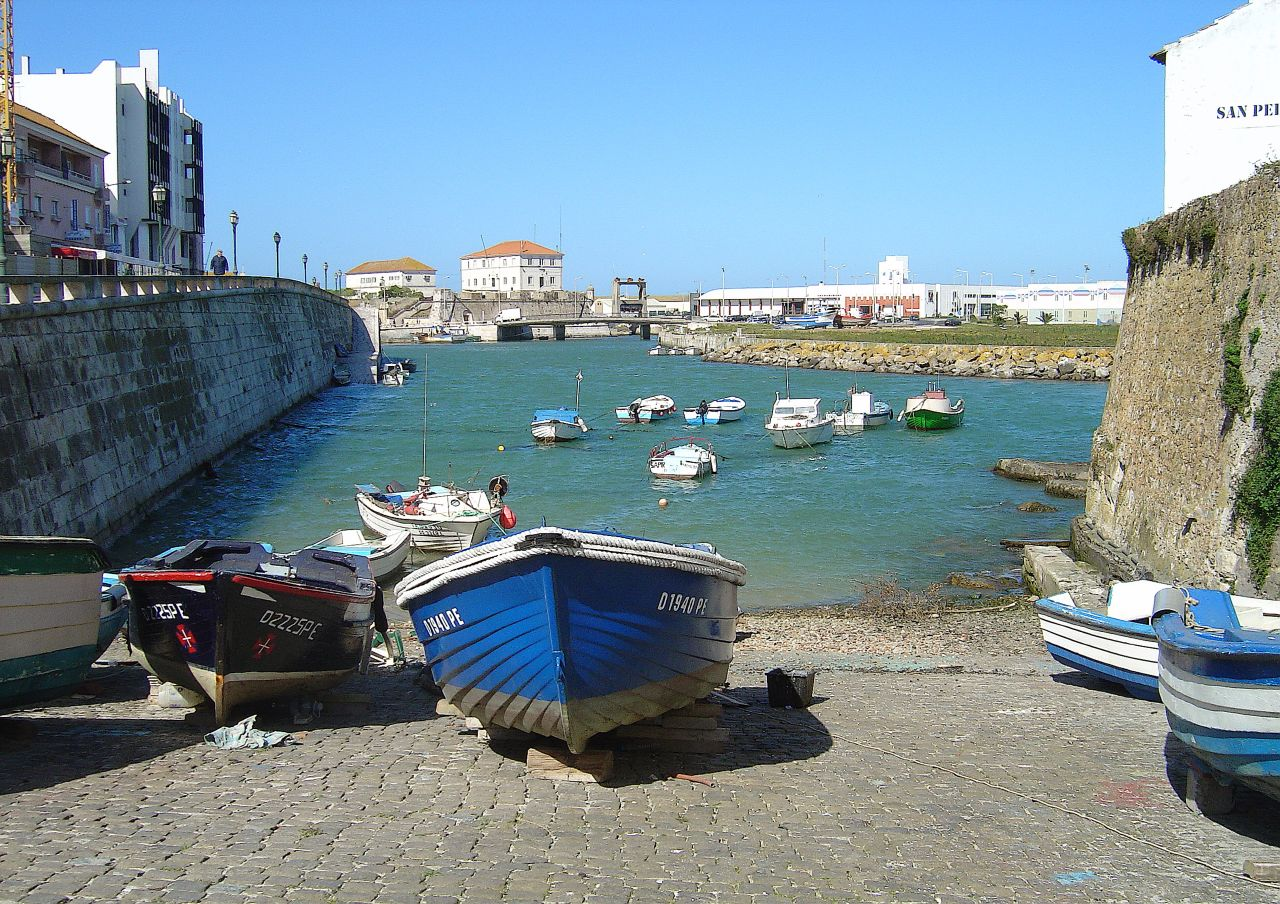
"Doca de Peniche"
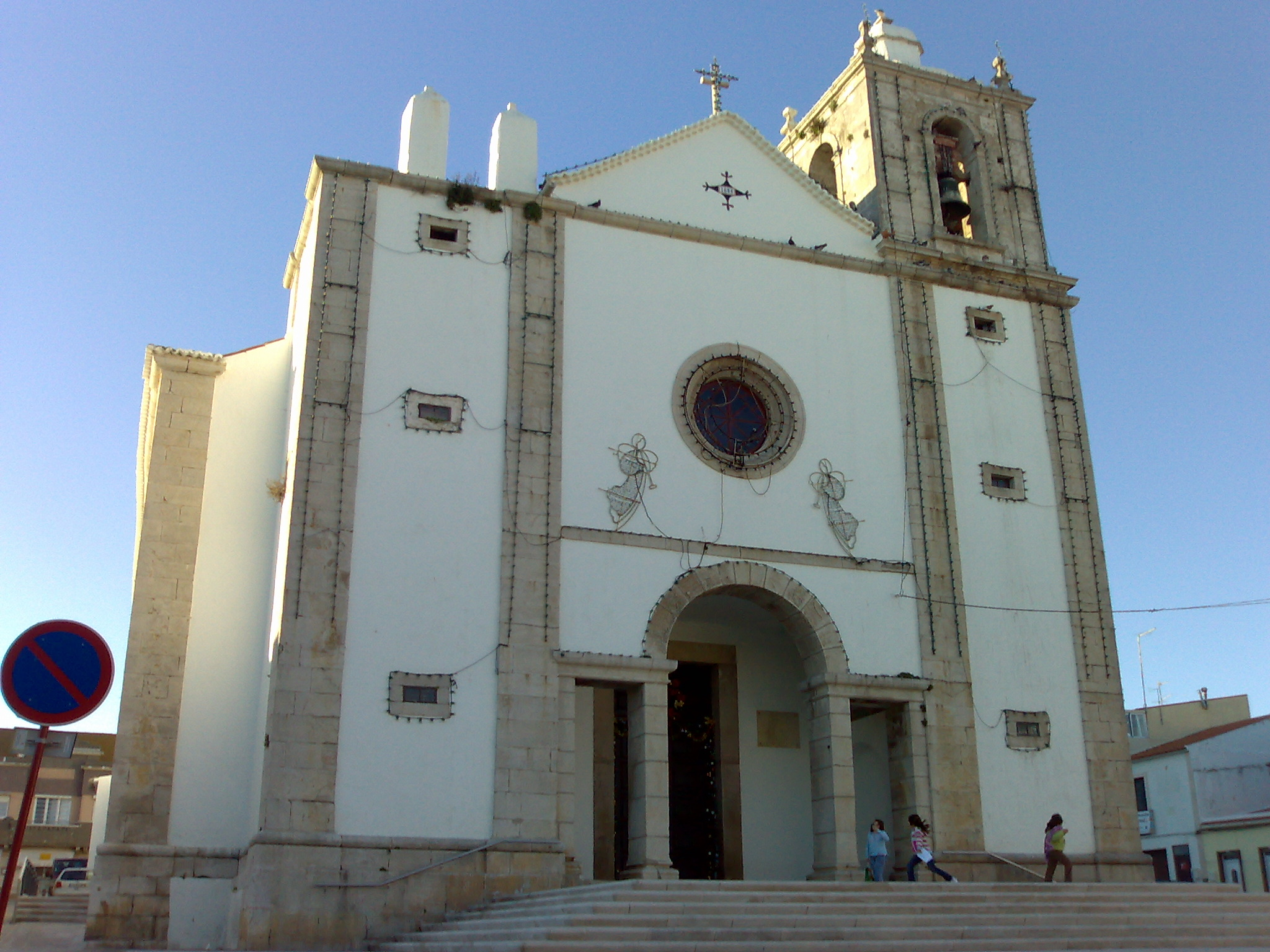
Chiesa di San Pedro
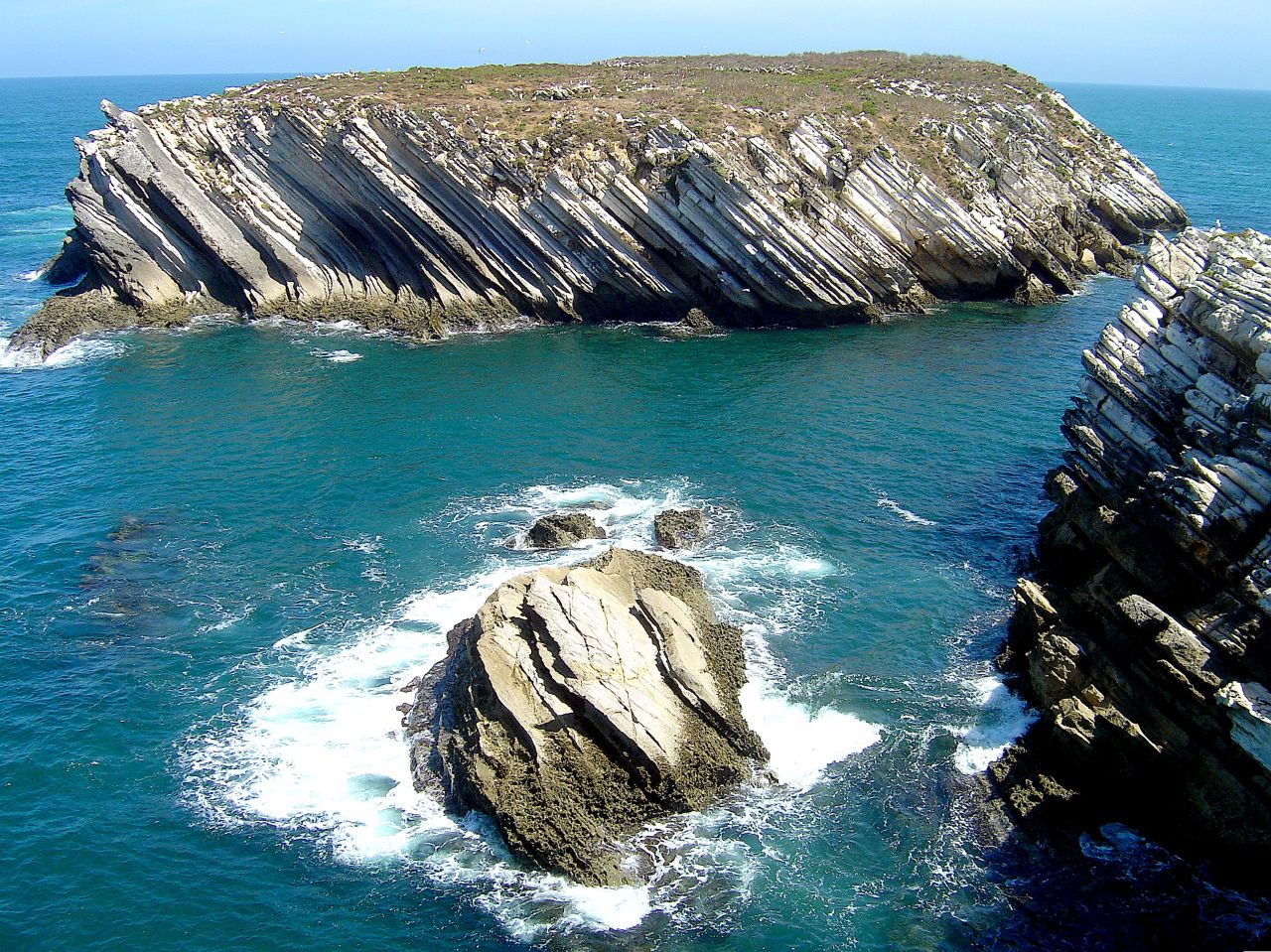
Scogliera
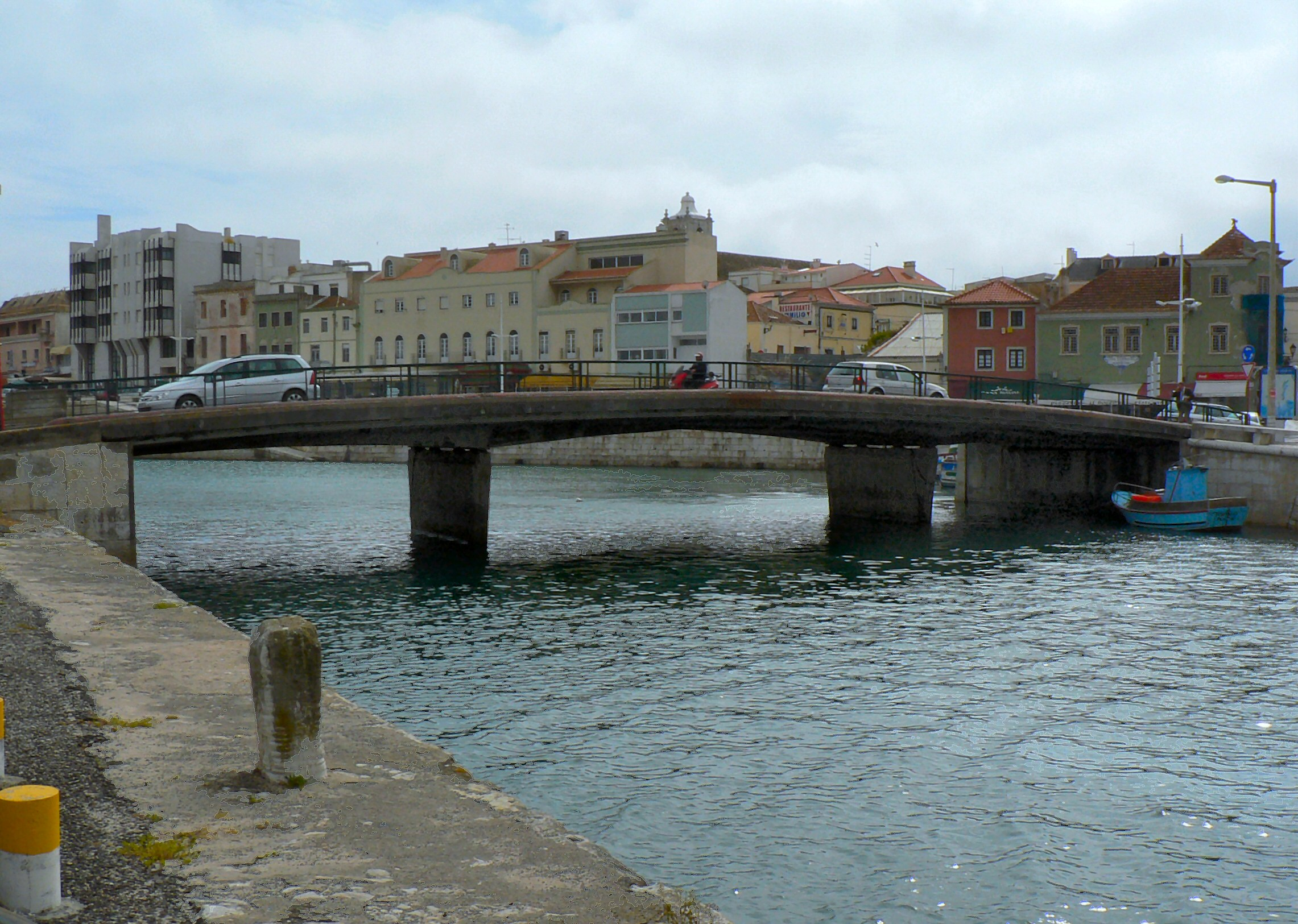
Vista di Peniche
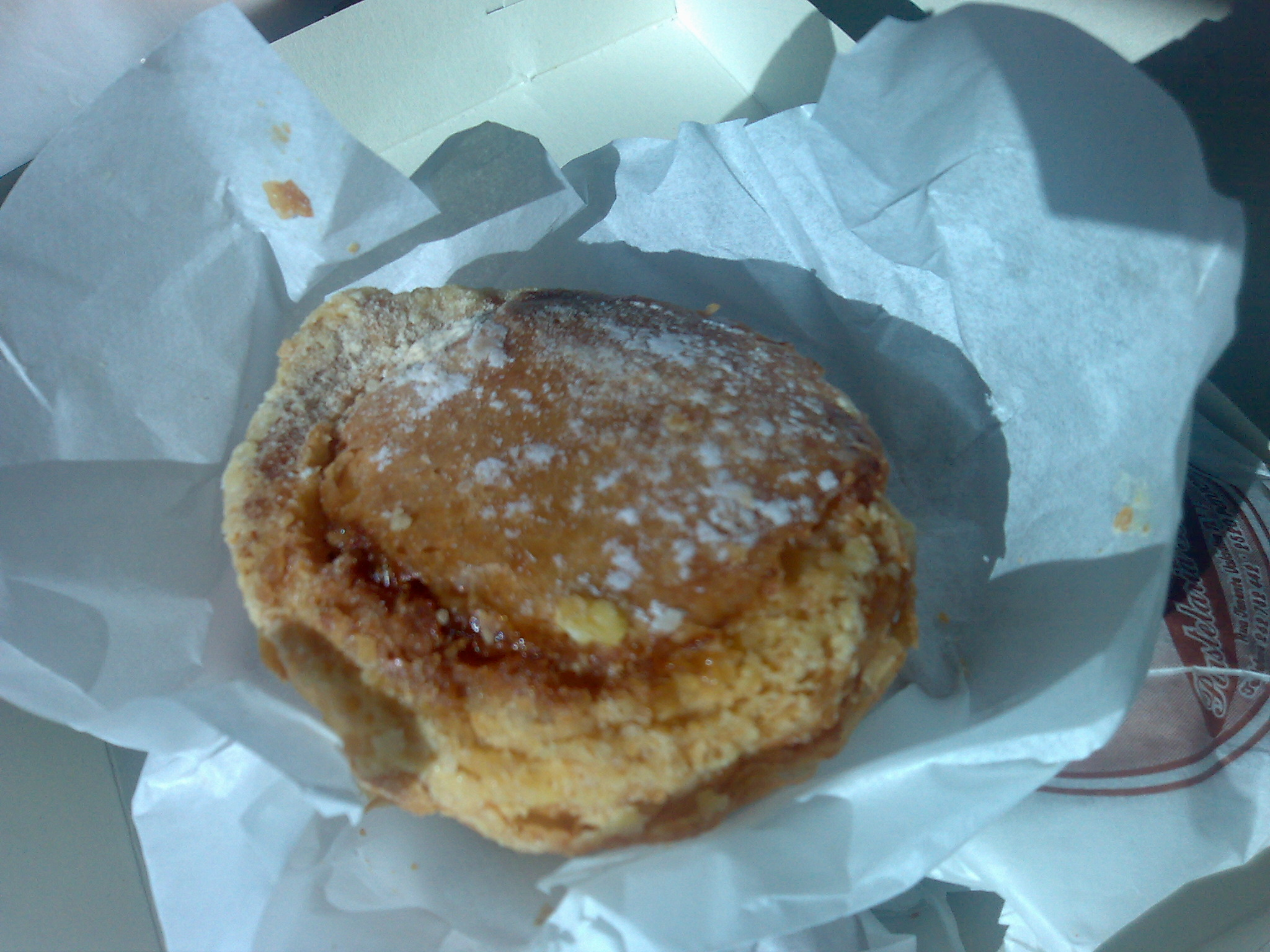
"Amigo de Peniche" Un dolce tipico della città
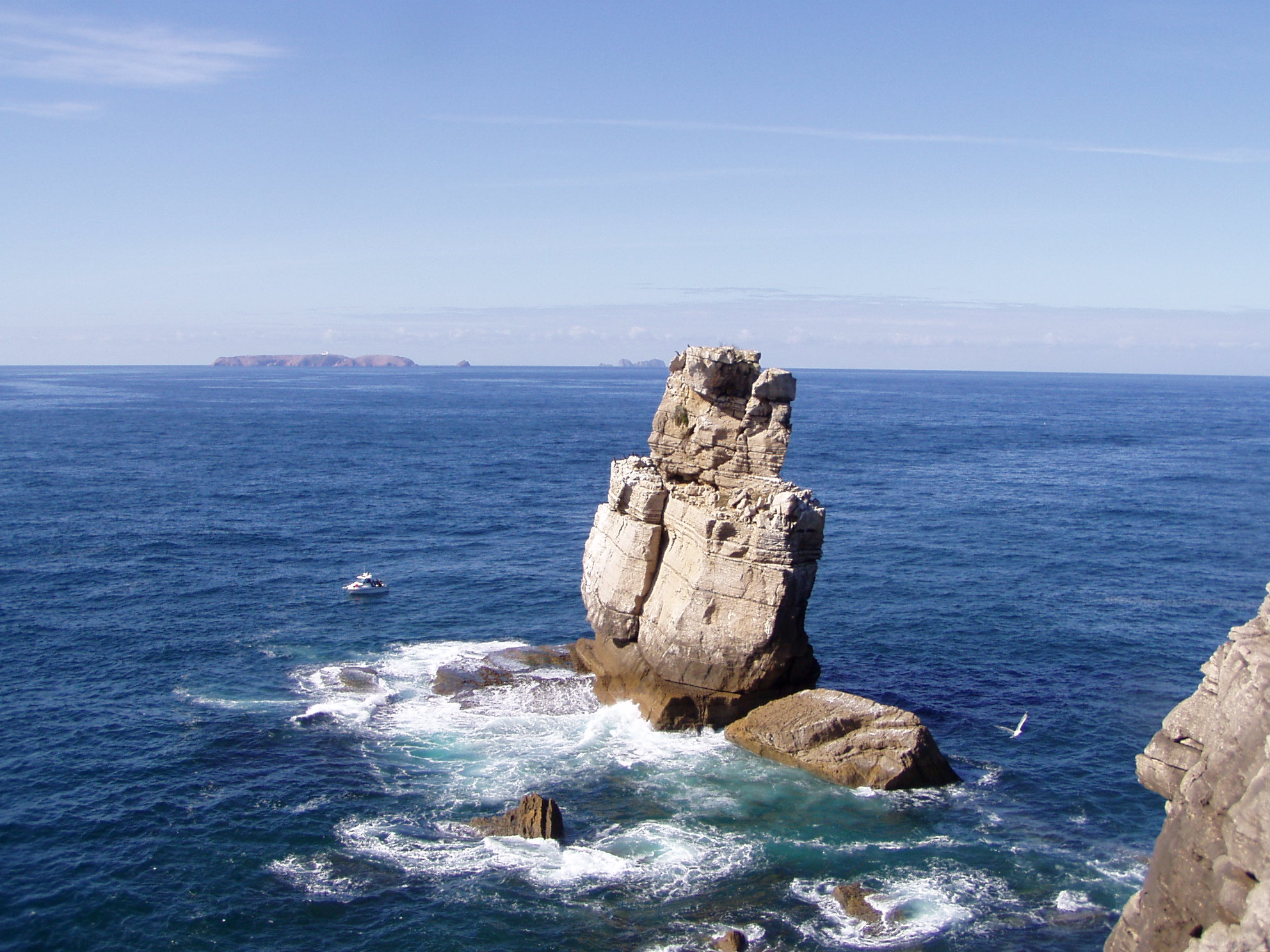
"Naus Dos Corvos"
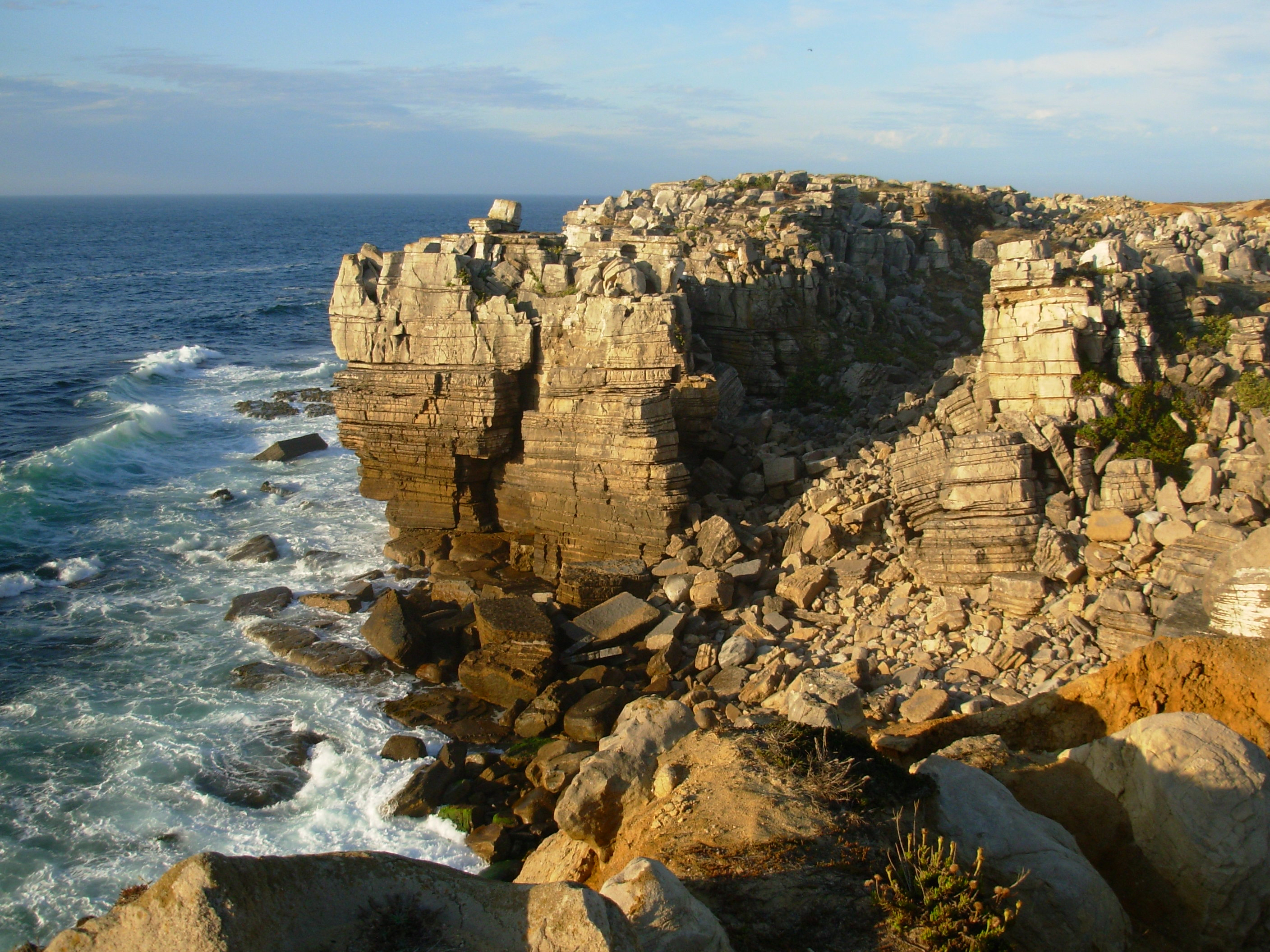
Scogliera